# Andrew, Duce de York
Prințul Andrew, Duce de York (Andrew Albert Christian Edward; n. 19 februarie 1960), este al doilea fiu și al treilea copil al reginei Elisabeta a II-a și al Prințului Filip, Duce de Edinburgh. În momentul nașterii sale era al doilea în ordinea succesiunii la tronul britanic, în prezent aflându-se pe locul al optulea.

## Familie și educație
Prințul Andrew s-a născut la Palatul Buckingham la 19 februarie 1960. Este al treilea copil și al doilea fiu al reginei Elisabeta a II-a a Regatului Unit și al Prințului Filip, Duce de Edinburgh. Botezat la 8 aprilie 1960 de arhiepiscopul de Canterbury, Geoffrey Fisher, nașii prințului sunt: Ducele de Gloucester (unchiul mamei sale); Prințesa Alexandra de Kent (verișoara mamei sale); contele de Euston; lordul Elphinstone și Mrs Harold Phillips; a fost numit după bunicul patern, Prințul Andrew al Greciei și Danemarcei.
Prințul Andrew a fost primul copil născut de un monarh britanic în funcție de la nașterea în 1857 a copilului cel mic al reginei Victoria, Prințesa Beatrice.
Ca și în cazul celorlalți frați mai mari, s-a numit o guvernantă care să aibă grijă de prinț și care să fie responsabilă pentru educația lui primară. Prințul Andrew a fost trimis la Heatherdown Preparatory School în septembrie 1973, Gordonstoun, în nordul Scoției. În timp ce era aici, Prințul Andrew a petrecut șase luni participând la un program de schimb la Lakefield College School, Lakefield, Ontario și a absolvit doi ani mai târziu cu nivel avansat la engleză, istorie, economie și științe politice. Pentru studii superioare, prințul a ales să intre la Britannia Royal Naval College, Dartmouth.